# Osman III
Osman III (osmańskotureckie عثمان ثالث) (ur. 2 stycznia 1699, zm. 30 października 1757) – sułtan Imperium Osmańskiego w latach 1754–1757.
Osman III był młodszym bratem Mahmuda I i synem Mustafy II. Zanim został sułtanem, całe swoje życie spędził zamknięty w kafes. Było to specjalne pomieszczenie w pałacu, gdzie następców tronu trzymano pod strażą. Efektem pobytu w kafes były dziwaczne zwyczaje i zachowanie sułtana. Na przykład nie lubił muzyki i wygnał wszystkich muzyków, a także nie znosił towarzystwa kobiet.
Jego krótkie panowanie zostało naznaczone nietolerancją wobec innowierców (żydzi i chrześcijanie musieli nosić specjalne ubiory).